# Romul Ganea
Romul Ganea  (n. 1881, Semlac - d. 1960, Battonya, Ungaria) a fost un deputat în Marea Adunare Națională de la Alba Iulia, organismul legislativ reprezentativ al „tuturor românilor din Transilvania, Banat și Țara Ungurească”, cel care a adoptat hotărârea privind Unirea Transilvaniei cu România, la 1 decembrie 1918.:p. 77

## Biografie
Romul Ganea a studiat Institutul teologic-pedagogic Arad:p. 16